# Atabu
Vlamecir Nunes Fernandes, hay Atabu (sinh ngày 20 tháng 6 năm 1986) là một cầu thủ bóng đá người Guiné-Bissau thi đấu cho Almancilense.

## Sự nghiệp câu lạc bộ
Anh ra mắt chuyên nghiệp tại Giải bóng đá hạng nhất quốc gia Bồ Đào Nha cho Farense ngày 10 tháng 8 năm 2013 trong trận đấu trước Portimonense.

## Danh hiệu
Câu lạc bộ
- FC Lusitanos – Vô địch Primera Divisió, 2012–13.